# Лаокай

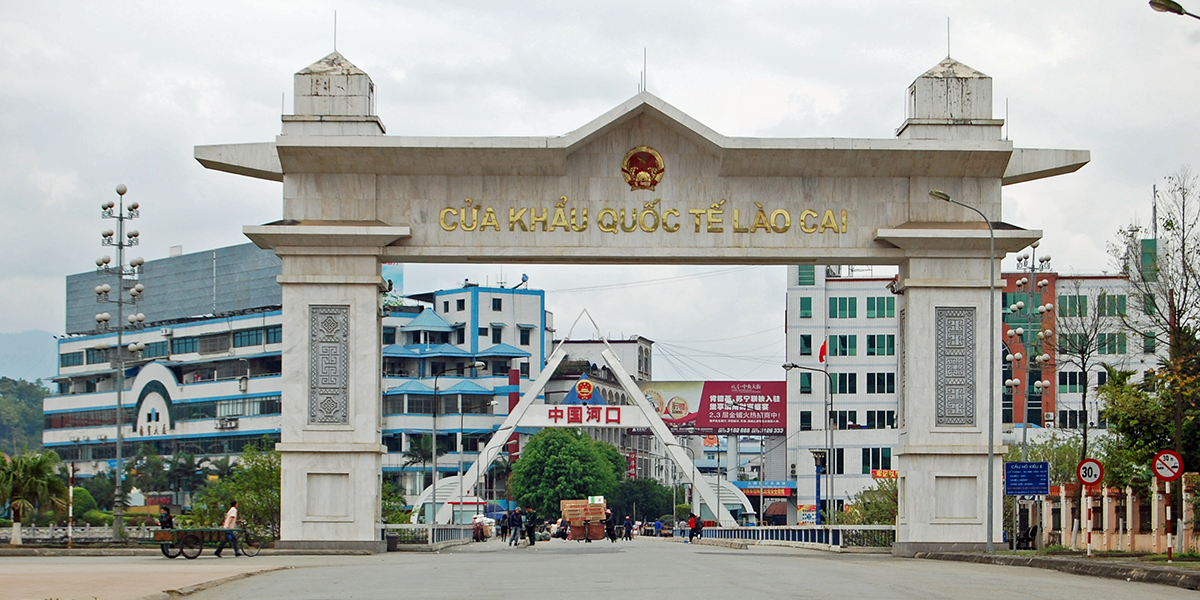
Лаокай. Пограничный переход с Китаем

Лаока́й (вьет. Lào Cai) — город во Вьетнаме, административный центр одноимённой провинции.

## Название
Город Лаокай получил своё название от французской колониальной администрации в конце XIX века. Согласно сохранившейся истории, на месте нынешнего города ранее находился рынок Кок Леу, превратившийся со временем в торговый городок Лао Нгау, что означает город народа лао (ныне это район старого центра Лаокая — Пхо Су). В январе 1873 года французский торговец и искатель приключений Жан Дюпуа совершает морскую экспедицию по Красной реке в китайскую провинцию Юньнань на канонерке, получившей от него название Лао Кау (искажённое Лао Нгау). Впоследствии французские чиновники ещё более исказили название города, ориентируясь на название канонерской лодки, они стали записывать его как Лао Кай. С 1950 года — это официально признанное название.

## География
Город Лаокай находится на северо-западе Вьетнама, на самой границе этой страны с Китаем, напротив китайского города Хэкоу, в месте впадения реки Наньсихэ в Хонгху.
Лаокай является административным центром провинции Лаокай. В 2004 году Лаокай был объединён с расположенным на расстоянии 7 километров от него городом Камдонгом. Ныне он разделён на 12 городских районов и 5 общин.

## История
Во время Китайско-вьетнамской войны вокруг Лаокая и за сам город шли ожесточённые бои.

## Экономика
Международная экономическая зона Лаокай — это, в первую очередь, современный международный пограничный пункт. Чтобы выделить место для развития пограничных экономических зон, которые находится к северу от центра города, на юг города были перенесены административные учреждения города.